# Christopher Byam
Christopher Byam (* 3. August 2001 in Bow Island, Alberta) ist ein kanadischer Volleyballspieler.

## Karriere
Byam studierte von 2019 bis 2024 an der Mount Royal University und spielte in der Universitätsmannschaft Cougars. 2021 nahm er mit den kanadischen Junioren an der U21-Weltmeisterschaft teil. In der Saison 2024/25 spielte der Diagonalangreifer beim französischen Verein Alterna Stade Poitevin. 2025 wurde Byam vom deutschen Bundesligisten SVG Lüneburg verpflichtet.